# Simbatan (Kanor)
Simbatan is een bestuurslaag in het regentschap Bojonegoro van de provincie Oost-Java, Indonesië. Simbatan telt 1858 inwoners (volkstelling 2010).